# Robert Dicksons stiftelse

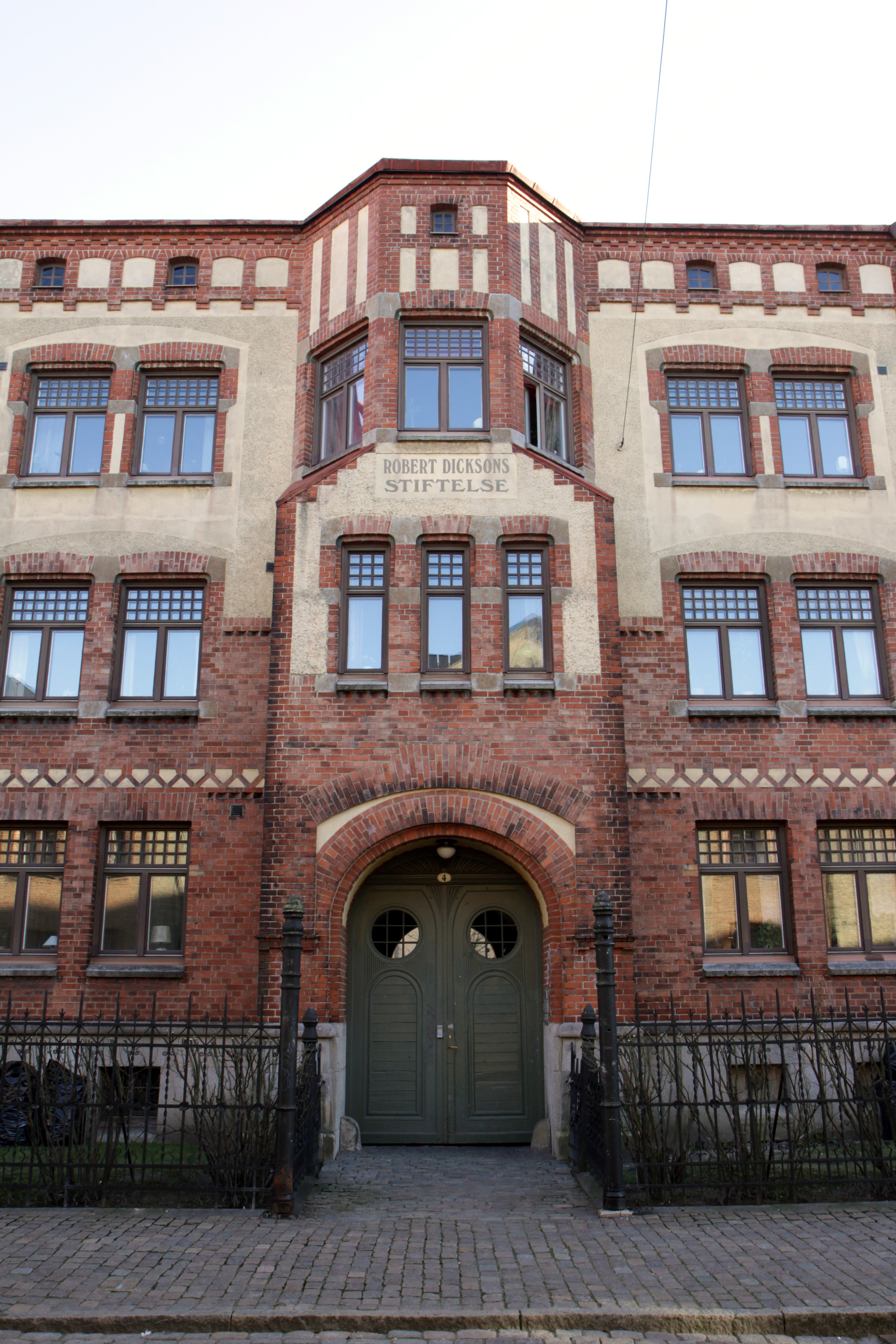
En av de byggnader som stiftelsen äger, på Västra Skansgatan i Haga.

Robert Dicksons stiftelse är en svensk bostadsstiftelse som bildades i Göteborg år 1860 på initiativ av industrimannen och mecenaten Robert Dickson (1782–1858). Stiftelsen är fortfarande aktiv och har inom koncernen 1500 hyreslägenheter (2022). Mer information om koncernen, dess uppdrag och verksamhet finns på stiftelsens hemsida.

## Historia
Den 12 mars 1847 utlystes en allmän rådstuga till den 9 april samma år. Rådstugan skulle yttra sig med anledning av att en fråga hade väckts om anskaffande av bostäder mot billig hyra för mindre bemedlade personer bland arbetarklassen. Handlanden E.G. Lindström stod bakom frågan, och utvecklade sina synpunkter i ett längre anförande (utdrag):
Att välgörenheten, såväl den allmänna som den enskilda, icke saknas inom vårt samhälle, visar dagligen erfarenheten, äfvensom de flere inrättningar vi äga till mildrandet af eländet [...] Att fattigdomen inom den arbetande klassen på ett förvånande sätt tilltagit, torde icke af någon, som fästat uppmärksamhet därvid, kunna nekas, äfvensom att detta förhållande ger anledning till allvarsamma bekymmer för framtiden [...] En arbetskarl, som, åtminstone vid sin första bosättning, önskar att kunna bereda sig någon trefnad, genom att bebo ett skäligen snyggt rum, får, för erhållande af ett sådant, betala en tredjedel och därutöfver af månadsförtjänsten i hyra.
Enhälligt beslöts att tillsätta en femmannakommitté. Ledamöter i denna blev handlanden Lindström, grosshandlaren L. Bergman, C.J. Kjellberg och M.S. Warburg samt doktor C. Heinemann. Deras utredning blev klar den 18 juni samma år, och bestod i ett antal alternativ. Vid en ny rådstuga den 9 juli 1847 beslöts att bilda en styrelse, bestående av rådman G. J:son Billqvist, grosshandlaren P. Hammarberg, handlandena E. Melin och E. Koch samt viktualiehandlaren B. Rydgren. Styrelsen fick nu i uppdrag att på den tomt, som senare benämndes n:o 66 i Västra Haga, låta uppföra ett antal trähus för ändamålet. Finansieringen löstes genom att enskilda personer tecknade ett fyraprocentigt obligationslån till staden på 75 000 riksdaler riksgäldssedlar, vilket skulle vara "från långifvarnes sida ouppsägbart."
Den 17 december 1847 fastställde först magistraten ritningar för två olika slags hus, ritade av stadsarkitekten Heinrich Kaufmann. Dock ansåg Kaufmann snart därefter att ritningarna var "mindre ändamålsenliga," och fick i uppdrag att komma med ett nytt förslag. Detta kom att omfatta 10 eller 11 mindre hus med fyra lägenheter i varje. Styrelsen godkände det nya förslaget, vilket även allmän rådstuga den 13 april 1848 gjorde. I juli 1849 stod de 10 envåningshusen klara och uthyrda (revs 1896). Då ytterligare hyresansökningar från 39 hushåll kommit in, begärde styrelsen därför att en ny tomt skulle anvisas för uppförandet av fler hus. Genom beslut den 14 augusti 1849 upplät därför stadens drätselkommission för ändamålet fastigheten n:r 49 i Nya Haga. Dessa hus stod klara i november 1850, två större träbyggnader med 40 lägenheter.
Den 22 februari 1856 hölls en ny allmän rådstuga med anledning av ett erbjudande om en donation på 100 000 riksdaler riksmynt för uppförande av arbetarbostäder, från "en person, som vill förblifva okänd". Erbjudandet presenterades genom Charles Dickson till styrelsen för arbetarbostäder i Göteborg. Samtidigt utökades styrelsen till sex ledamöter, då Dickson med stor acklamation valdes in. Ur protokollet:
| ” | i första rummet till uppförande af arbetarebostäder och sedermera till och beredande af andre nyttiga och behöflige inrättningar eller anläggningar till arbetsklassens förmån. | „ |

Borgerskapets äldste och drätselkommissionen behandlade den 4 april 1856 inför magistraten en skrivelse från styrelsen om anvisande av fria tomter "för ett så stort antal hus, som en längre följd af år skola, genom afkastningens användande till ytterligare byggnader, kunna komma att uppföras." Den 16 maj överläts till styrelsen tomtmark inom två kvarter, mellan Nya Allén och Nygatan samt Kaponiergraven och Landsvägsgatan i västra Haga. Styrelsen beslöt omedelbart att bebygga det ena kvarteret av det upplåtna området och arkitekt Adolf W. Edelsvärd fick i uppdrag att göra ritningar till lämpliga byggnader av sten samt ett kostnadsförslag. Dessa ritningar godkändes av magistraten den 5 september 1856. Kostnadsförslaget slutade på 187 301 riksdaler riksgälds. Inkomna anbud för stenhus låg dock för högt, varför en förnyad entreprenad med trähus gick ut. Därpå uppdrog styrelsen den 30 mars 1857 åt byggnadsinspektören C.G. Dahmm att bygga sex boningshus av trä samt åtta vedbodar mot en ersättning av 99 600 riksdaler. Men Dahmm kunde inte ställa nödvändig borgen för fullgörande av kontraktet, varför styrelsen beslöt att själva bebygga kvarteret och antog Dahmm som tillsyningsman vid bygget.
Genom donationer under 1850-talet av Robert Dickson och dennes söner på sammanlagt 330 000 riksdaler riksmynt, kunde nya bostäder uppföras; sex tvåvånings trähus i Haga 1857 samt åtta tvåvånings stenhus 1859; fyra tvåvånings stenhus i Majorna 1858 och fyra tvåvånings stenhus i Västra Brandtdala 1870. På ett gemensamt möte med styrelserna för arbetarbostäderna och Carl Johans församling, klubbades ett förslag till en stiftelse med namnet Robert Dicksons stiftelse, vilket godkändes av Kungl Maj:t 31 juli 1860.
År 2009 kom Länsstyrelsen med kritik mot stiftelsen och menade att den inte följer sina egna stadgar. I lägenheterna ska bo ”mindre bemedlade personer från arbetarklassen”, men någon sådan prövning gjordes inte längre. Sedan kritiken framförts togs en uthyrningspolicy i enlighet med reglementet fram.